# 黄昏 (Do As Infinityの曲)
「黄昏」（たそがれ）は、日本のロックバンド・Do As Infinityの26作目（通算27作目）のシングル。

## 概要
- 前作「アリアドネの糸」から約2ヶ月ぶりにして、アルバム『TIME MACHINE』からの先行シングル。
- 表題曲はゲームソフト『戦国BASARA3 宴』のエンディングテーマに使用された[1][2]。ゲームソフトのタイアップ及び戦国BASARA関連のタイアップは「誓い」以来2作ぶりとなった。
- CD+DVD規格のみの単数形態で発売され、DVDには表題曲のミュージック・ビデオと特典映像として『戦国BASARA CHRONICLE HEROES』のゲーム映像を用いたミュージック・ビデオが収録された。
- オリコンチャート初登場29位を獲得。「誓い」以来2作ぶりにトップ20入りを逃してしまった。

## 収録曲
1. 黄昏 [5:00]
作詞：Kyasu Morizuki
作曲：Katsumi Ohnishi
編曲：Seiji Kameda
初のマンドリンを取り入れた、哀愁感のあるAマイナーバラード。伴都美子曰く「Do Asの楽曲に相応しいバラード」[3]。
2. Tightrope Dancer [4:16]
作詞：Osamu Sasaki
作曲：Eriko Yoshiki
編曲：Seiji Kameda
3. 黄昏 -Instrumental- [4:59]
作曲：Katsumi Ohnishi
編曲：Seiji Kameda
表題曲のインストゥルメンタルバージョン。

## 参加ミュージシャン
Do As Infinity
- 伴都美子：Vocal & Chorus (#1〜3)
- 大渡亮：Guitar (全曲)、Mandolin (#1,3)

Support Musician
- 亀田誠治：Bass (全曲)
- 河村"カースケ"智康：Drums (全曲)
- 豊田泰孝：Manipulator (全曲)

## タイアップ
- カプコン社製Wii・PlayStation 3専用ゲームソフト『戦国BASARA3 宴』エンディングテーマ (#1)

## 収録アルバム
- TIME MACHINE (#1)
- The Best of Do As Infinity (#1)
- Anime and Game COLLECTION (#1)
- 2 of Us [RED] -14 Re:SINGLES- (#1 2 of Us)
- Do The B-side 2 (#2)
- Do The Complete (#1)